# Cristóvão Borges
Cristóvão Borges dos Santos (Salvador, 9 de junho de 1959) é um treinador e ex-futebolista brasileiro que atuava como volante. Atualmente está sem clube.

## Carreira como jogador
Formado nas categorias de base do Bahia, Cristóvão Borges também jogou por outras grandes equipes como Fluminense, Corinthians, Grêmio e Atlético Paranaense, onde foi campeão paranaense em 1983 e 1985, entre outros. O volante foi campeão da Copa América de 1989 pela Seleção Brasileira. Passou pelo Corinthians entre 1986 e 1987, deixando o clube paulista após 58 jogos e 13 gols, tendo sido importante na partida de ida da semifinal do Paulistão de 1986, quando, saindo do banco de reservas, fez o gol da vitória alvinegra sobre o rival Palmeiras.
Como jogador do Fluminense, estreou fazendo gol no dia 6 de outubro de 1979. Deixou o clube em 1983 após um título carioca, 101 jogos, sendo 53 como titular e tendo marcado 26 gols.

## Carreira como treinador

### Início
Em 1998, teve sua primeira experiência como auxiliar-técnico, quando, ao lado de Alfredo Sampaio foi trabalhar no Campeonato Carioca, pelo Bangu. Em 2004, atuou ao lado do ex-jogador e técnico da Seleção Brasileira, Ricardo Gomes, como auxiliar-técnico na Seleção pré-olímpica. Alguns anos depois, após passagens por Guarani, Coritiba e Juventude, Cristóvão voltaria a trabalhar com Ricardo Gomes, dessa vez no Fluminense, em 2004.

### Vasco da Gama
Cristóvão Borges chegou ao Vasco da Gama em fevereiro de 2011, onde, inicialmente, foi novamente auxiliar de Ricardo Gomes até o dia 28 de agosto. Neste dia, durante um clássico contra o Flamengo, Gomes sofreu um grave AVC hemorrágico, que o afastou do esporte por quase quatro anos. Cristóvão, então, assumiu o comando técnico do clube e acabou levando a equipe ao segundo lugar do Campeonato Brasileiro e às semifinais da Copa Sul-Americana.
Em 2012, Cristóvão Borges foi efetivado como treinador vascaíno, mas deixou o cargo em setembro, após uma sequência de maus resultados. Mesmo assim, sua equipe quebrou um recorde ao se manter entre os quatro primeiros colocados por 48 rodadas consecutivas.

### Bahia
Anunciado pelo Bahia em maio de 2013, Cristóvão comandou a equipe até dezembro daquele ano.

### Fluminense
Em 2 abril de 2014, substituiu Renato Gaúcho como treinador do Fluminense.
Durante 2014 a equipe foi eliminada pelo Goiás na segunda fase da Copa Sul-Americana, e de forma surpreendente pelo América de Natal na terceira fase da Copa do Brasil, sendo goleado no Maracanã por 5–2. No Campeonato Brasileiro, o tricolor terminou na 6ª posição. Em dezembro, o clube renovou seu contrato até o fim de 2015.
O Tricolor iniciou 2015 sem a parceria com a Unimed e a reestruturação do elenco. Após um empate de 1–1 contra o Tigres do Brasil, pela 11ª rodada do Campeonato Carioca, que manteve a equipe fora da zona de classificação para semifinais do certame, o treinador foi demitido.

### Flamengo
Cristóvão foi oficializado como novo técnico do Flamengo no dia 27 de maio de 2015, chegando após a demissão de Vanderlei Luxemburgo e assinando contrato até o final do ano.
Após uma derrota diante do Vasco por 1 a 0, válida pela oitavas de final da Copa do Brasil, o treinador pediu demissão do time rubro-negro. Ao todo, Cristóvão Borges comandou o Flamengo em 18 jogos, com oito vitórias, um empate e nove derrotas — 19 gols a favor e 23 contra.

### Atlético Paranaense
No dia 4 de outubro de 2015, foi anunciado como novo treinador do Atlético Paranaense.
Após maus resultados, Cristóvão Borges foi demitido da equipe no dia 4 de março de 2016.

### Corinthians
Em 19 de junho de 2016, foi anunciado como novo treinador do Corinthians, chegando para substituir o técnico Tite, que havia assumido a Seleção Brasileira. Estreou pelo Timão no dia 22 de junho, em uma derrota por 2 a 1 para o Atlético Mineiro, no Mineirão, pelo Campeonato Brasileiro.
Cristóvão deixou o cargo no dia 17 de setembro, após uma derrota por 2 a 0 para o rival Palmeiras na Arena Corinthians, válida pela 26ª rodada do Brasileirão.

### Retorno ao Vasco da Gama
Em 29 de novembro de 2016, acertou sua volta para comandar o Vasco da Gama na temporada 2017.
O técnico foi demitido em 17 de março de 2017, após a eliminação do clube carioca na Copa do Brasil para o Vitória.

### Atlético Goianiense
Após quase três anos afastado das atividades como treinador, foi contratado em 19 de janeiro de 2020 para comandar o Atlético Goianiense. Apesar dos bons resultados e dos 66% de aproveitamento, foi demitido no mês seguinte em razão de "a metodologia de trabalho não ir de encontro com a filosofia do clube".

### Figueirense
Em 17 de novembro de 2022, após dois anos desempregado, Cristóvão Borges acertou com o Figueirense para a temporada de 2023.
Depois de uma derrota para o Hercílio Luz, o treinador foi demitido no dia 19 de março de 2023. Ao todo, Cristóvão comandou a equipe em 12 jogos, sendo três vitórias, três empates e seis derrotas, um aproveitamento de 33,3%.

## Estatísticas como treinador
Atualizadas até 19 de março de 2023
| Clube               | Jogos | Vitórias | Empates | Derrotas | Aproveitamento |
| ------------------- | ----- | -------- | ------- | -------- | -------------- |
| Vasco da Gama       | 92    | 48       | 20      | 24       | 59.42%         |
| Bahia               | 42    | 14       | 13      | 15       | 43.65%         |
| Fluminense          | 55    | 28       | 11      | 16       | 57.58%         |
| Flamengo            | 18    | 8        | 1       | 9        | 46.3%          |
| Atlético Paranaense | 20    | 9        | 7       | 4        | 56.67%         |
| Corinthians         | 18    | 7        | 5       | 6        | 48.15%         |
| Atlético Goianiense | 7     | 4        | 2       | 1        | 66.67%         |
| Figueirense         | 12    | 3        | 3       | 6        | 33.33%         |
| Total               | 230   | 103      | 53      | 74       | 52.46%         |

## Títulos

### Como jogador
Bahia
- Campeonato Baiano: 1977 e 1978

Fluminense
- Campeonato Carioca: 1980

Atlético Paranaense
- Campeonato Paranaense: 1983 e 1985

Grêmio
- Copa Philips: 1986
- Campeonato Gaúcho: 1987, 1988 e 1989
- Copa do Brasil: 1989

Seleção Brasileira
- Jogos Pan-Americanos: 1979[1]
- Copa América: 1989

### Como auxiliar técnico
Vasco da Gama
- Copa do Brasil: 2011

### Prêmios individuais
- Melhor Treinador do Campeonato Brasileiro: 2011